# Grad Zrin
Grad Zrin (hrvaško Stari grad Zrin ali Utvrda Zrin) je srednjeveški grad na griču Zrinske gore   nad naseljem Zrin južno od mesta Sisak v Siško-moslavski županiji na Hrvaškem. Na gradu so imeli sedež hrvaški plemiči Zrinski; grad trdnjavo so leta 1577 zavzeli in porušili Osmani. 

## Zgodovina
Prvič je v pisnih virih grad Zrin omenjen v dokumentu iz leta 1295, kot kraj, kjer je hrvaški ban Štefan II. Babonić, ki je bil lastnik posesti, izdal neko darovnico, kot tudi leta 1302. Grad Zrin je verjetno bil eden od sedežev rodbine Babonićev, ki so koncem 13. stoletja posedovali del današnje Banovine in Bosanske krajine. Pred letom 1347 je grad posedoval Lovro I. Tot, župan Vašvarske in Šopronske županije, ki mu je ga kralj Ludvik I. Ogrski tega leta odvzel in ga podaril Jurju III. Bribirskom, v zameno za trdnjavo Ostrovico pri Zadru. Juraj III. Bribirski je tako postal ustanovitelj veje Zrinski kot Jurij I. Zrinski. Zrinski so potem od tod širili svojo posest na območje med gornjo Uno in Kolpo, tako da so konec 14. stoletja že posedovali večji del današnje Banovine in Korduna.
Do gospodarske moči so Zrinski prišli sredi 15. stoletja, ko jim je kralj Matija Korvin podelil pravico izkoriščanja rudnika srebra in svinca v Gvozdanskem. Nikola III. Zrinski je kasneje v Gvozdanskem začel kovati denar. Osmansko nevarnost je Zrin občutil po padcu Bosne leta 1463.
Tri desetletja kasneje, leta 1493, je na Krbavskem polju v bitki s Turki padel vodja rodbine Zrinskih, Peter II. Zrinski, ki ga je nasledil mladoletni sin Nikola III. Zrinski, ki že leta 1504 ustanovi v Zrinu frančiškanski samostan, od katerega se je ohranila le ruševina kapele Svete Margarete. 
Leta 1508 se je v Zrinu rodil najslavnejši potomec plemiške rodbine Zrinski, Nikola Šubić Zrinski. Zrinski so ostali lastniki vse do leta 1577, ko so grad trdnjavo osvojili Turki. Ker se je grad nahajal na sami turški meji, so ga že pred tem pregledovali avstrijski inženirji in kapetani. Komisija, ki je leta 1563 pregledala Zrin, je predlagala, da ga je treba porušiti, da bi se v njem ne mogli utrditi Turki. Leta 1577 je bil grad že v slabem stanju, poveljnik grajskega garnizona pa je bil vitez Tomaž Dornberg. Ob napadu Turkov v oktobru 1577 je umrlo 32 branilcev, ostali so se rešili z begom. Grad je osvojil osmanski vojskovodja Ferhad-paša Sokolović, naslednjega leta pa ga je začasno osvobodil hrvaški ban Krištof Ungnad. Grad je potem leta 1579 ponovno prišel v posest Turkov, ki so ga upravljali do leta 1687. Leta 1625 so pri Zrinu Turki premagali krščansko vojsko Žige I. Erdődyja. Habsburška vojska je grad osvobodila leta 1687 in v njem naselila vojaško posadko. Leta 1689 pa je Ivan IV. Drašković trdnjavo obranil pred turško vojsko.  Grad so za silo obnovili leta 1753. Trdnjavo je v začetku 19. stoletja močno uničil požar. Delno je bil obnovljen leta 1925. Leta 1943 pa so partizani razstrelili južni obrambni stolp.

## Danes
Danes so od nekdaj mogočne trdnjave ostale le še ruševine, ki so jih leta 2017 pričeli obnavljati in konzervirati. Obnovljen je vhod na območje trdnjave, sanacija in rekonstrukcija južnega dela obrambnega zidu starega gradu Zrin. Do trdnjavskih ruševin se pride po cesti iz Dvora ali Hrvatske Kostajnice.
- Smerokaz do ruševin gradu
- Ostanki gradu
- Grajski hrib (Zrin)